# Dom zu Verden

Ansicht von Südosten

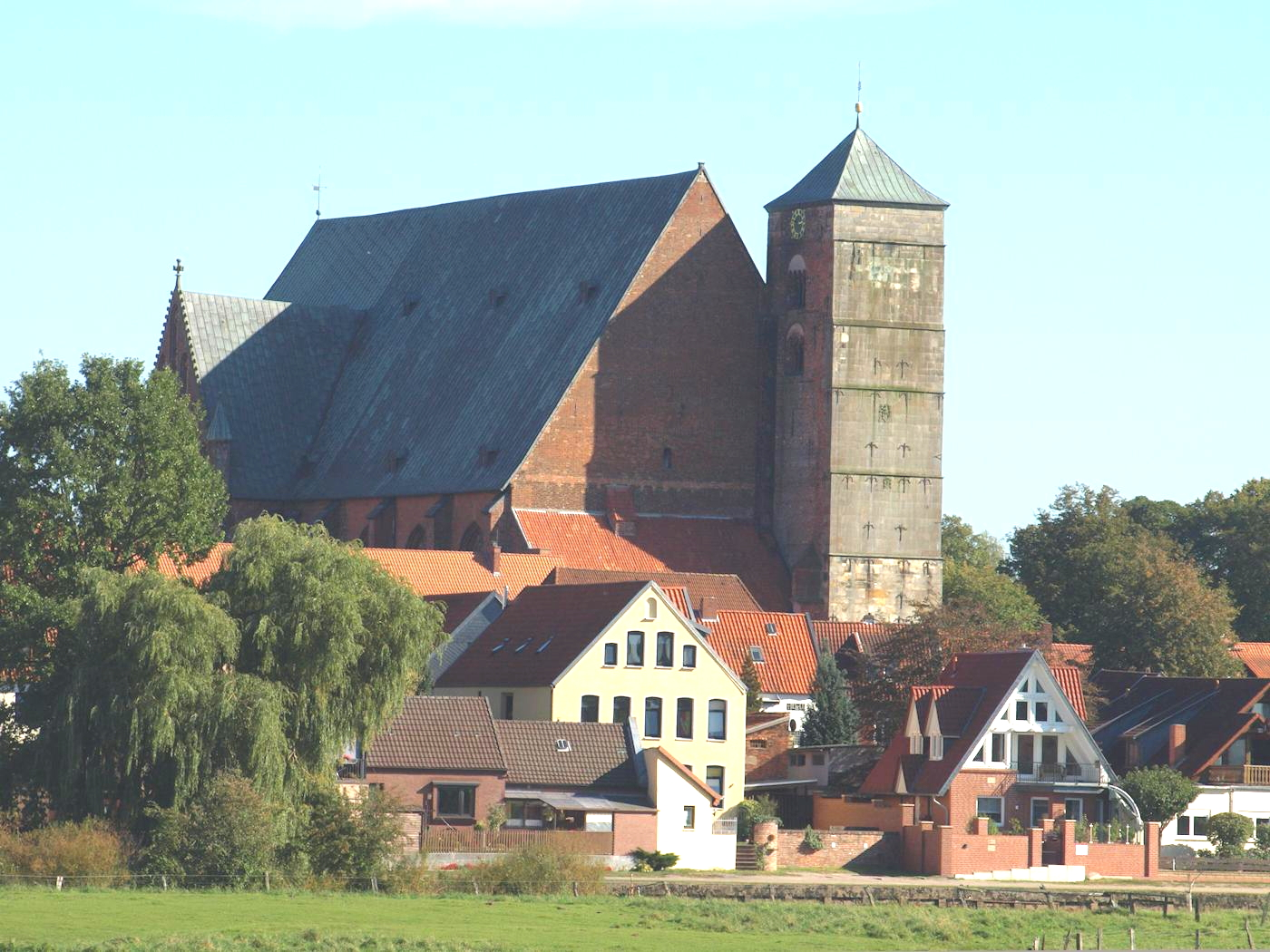
Ansicht von Nordwesten; Westseite des Turms erst 1583 mit Sandstein verblendet

Der Dom St. Maria und Cäcilia war die Kathedrale des ehemaligen römisch-katholischen Bistums Verden und nach Einführung der Reformation 1568 bis zum Westfälischen Frieden 1648 Sitz der lutherischen Fürstbischöfe (siehe Hochstift und Herzogtum Verden sowie Liste der Bischöfe von Verden). Heute beherbergt er die evangelisch-lutherische Domgemeinde in Verden.

## Baugeschichte

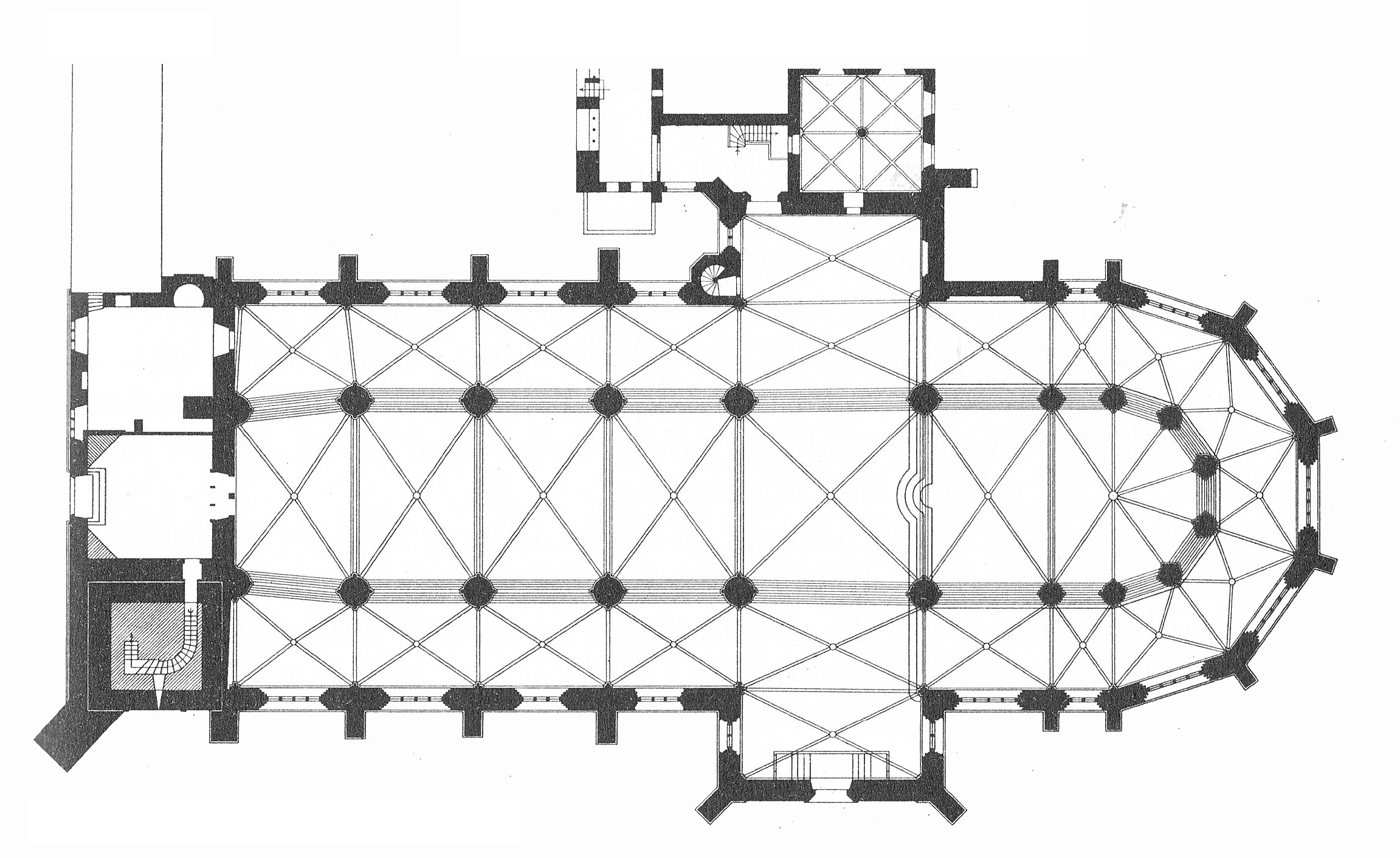
Grundriss

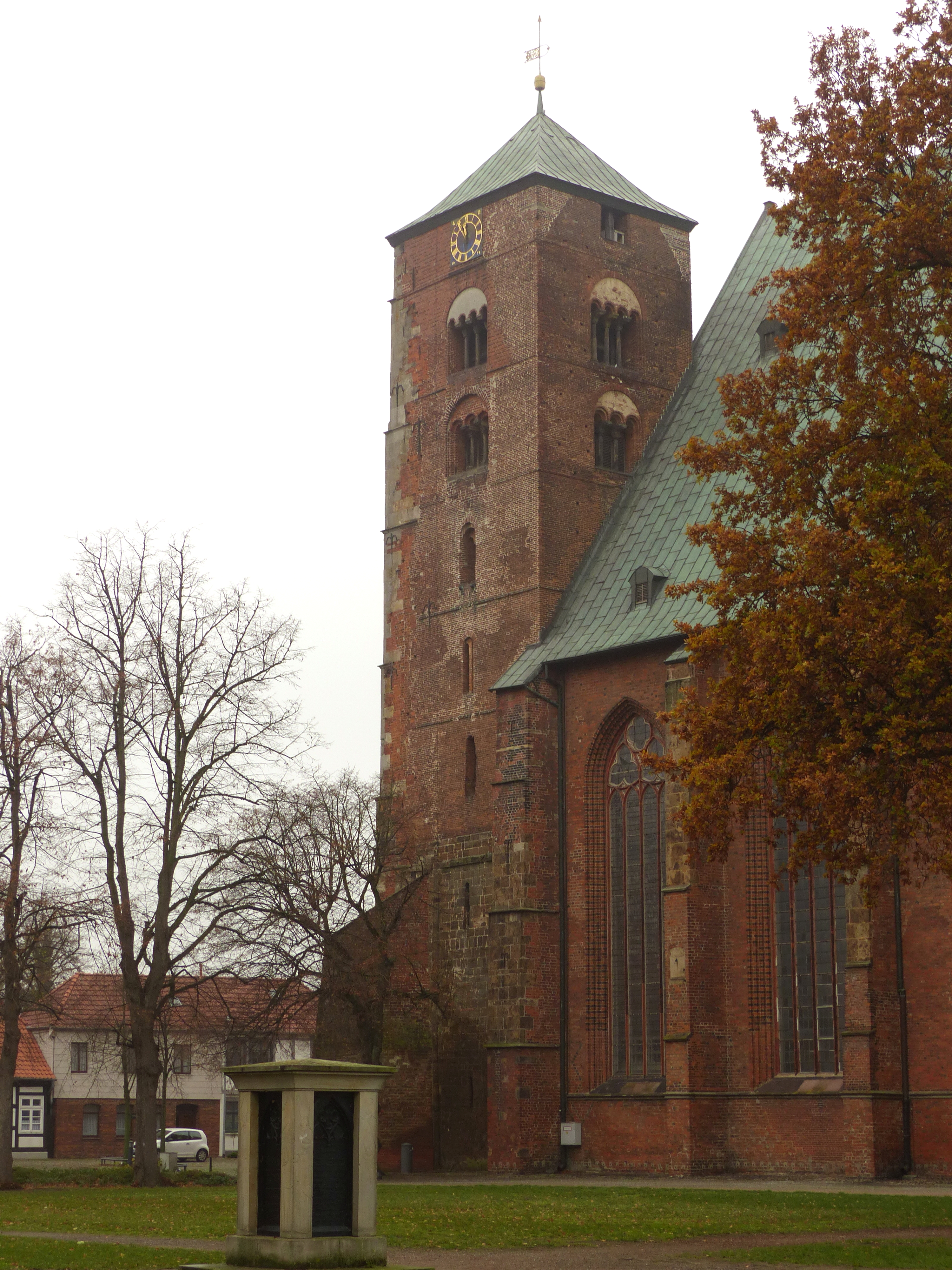
Der romanische Glockenturm, Backstein im Veroneser Format, kurz nach Mitte des 12. Jh., auf Unterbau aus Portasandstein

An der Stelle des heutigen Doms bestand zuvor bereits eine um 814 errichtete Kirche, die 849 Sitz des Bischofs Walter wurde. Nach einem Brand dieser karolingischen Kirche ließ Bischof Amelung einen ebenfalls hölzernen Neubau aufführen. Beide Vorgängerbauten wurden 1966/67 durch Grabungen im Bereich des heutigen Mittelschiffs lokalisiert. Bischof Bernhard II. setzte um 1000 (Thietmar von Merseburg zufolge) vor das hölzerne Schiff allerdings schon einen Steinturm.
Unter Bischof Wigger (Amtszeit 1013–1031) wurde die erste steinerne Basilika errichtet, überwiegend aus Raseneisenstein und Findlingen. Ihr Chor lag wie diejenigen der hölzernen Vorgängerbauten im Bereich der heutigen Vierung. Nach Angabe der Klosterkammer, die heute für dieses Gotteshaus verantwortlich ist, stammt der Sandsteinunterbau des Turms noch von dieser ottonischen (frühromanischen) Kirche. Sie wurde 1028 den heiligen Maria und Cäcilia geweiht. Das bisherige Patrozinium des Apostels Andreas ging auf die südlich neben dem Domkirchhof stehende heutige Andreaskirche über, die möglicherweise zunächst als Hauskapelle des Bischofs diente.
Im 11. Jahrhundert wurde der Dom in zwei Schritten erneuert, mit Backstein als Hauptmaterial. Bischof Hermann, der 1149 bis 1167 amtierte, ließ nach italienischem Vorbild den heute noch erhaltenen romanischen Glockenturm errichten und mit dem Bau einer Kreuzbasilika beginnen, die zwischen 1181 und 1185 fertiggestellt wurde, unter dem übernächsten Bischof, Tammo.
Bei einem Krieg mit dem konfliktfreudigen Bremer Erzbischof Hildebold von Wunstorf ging die romanische Backsteinbasilika 1268 in Flammen auf, blieb aber, provisorisch repariert, noch mehr als zwanzig Jahre in Nutzung.
Mit dem Bau der heutigen hochgotischen Hallenkirche begann 1290 der welfische Bischof Konrad I. Aus Geldmangel schritten die Arbeiten langsam voran und zwischen 1306 und 1311 erhielten erste Teile ein Dach. 1323 wurde der Chor und eventuell das Querhaus geweiht, aber erst 1326 diese Teile mit einem provisorischen Giebel nach Westen abgeschlossen. Von dort bis zum Turm stand immer noch das romanische Langhaus. Nach einer Pause von fast 150 Jahren kamen die Bauarbeiten erst 1474 wieder in Gang, konnten dann aber schon 1490 abgeschlossen werden, allerdings mit einem völlig schmucklosen provisorischen Westgiebel. Der endgültige Verzicht auf einen zweiten Westturm markiert die Errichtung der Mandelsloh-Kapelle.

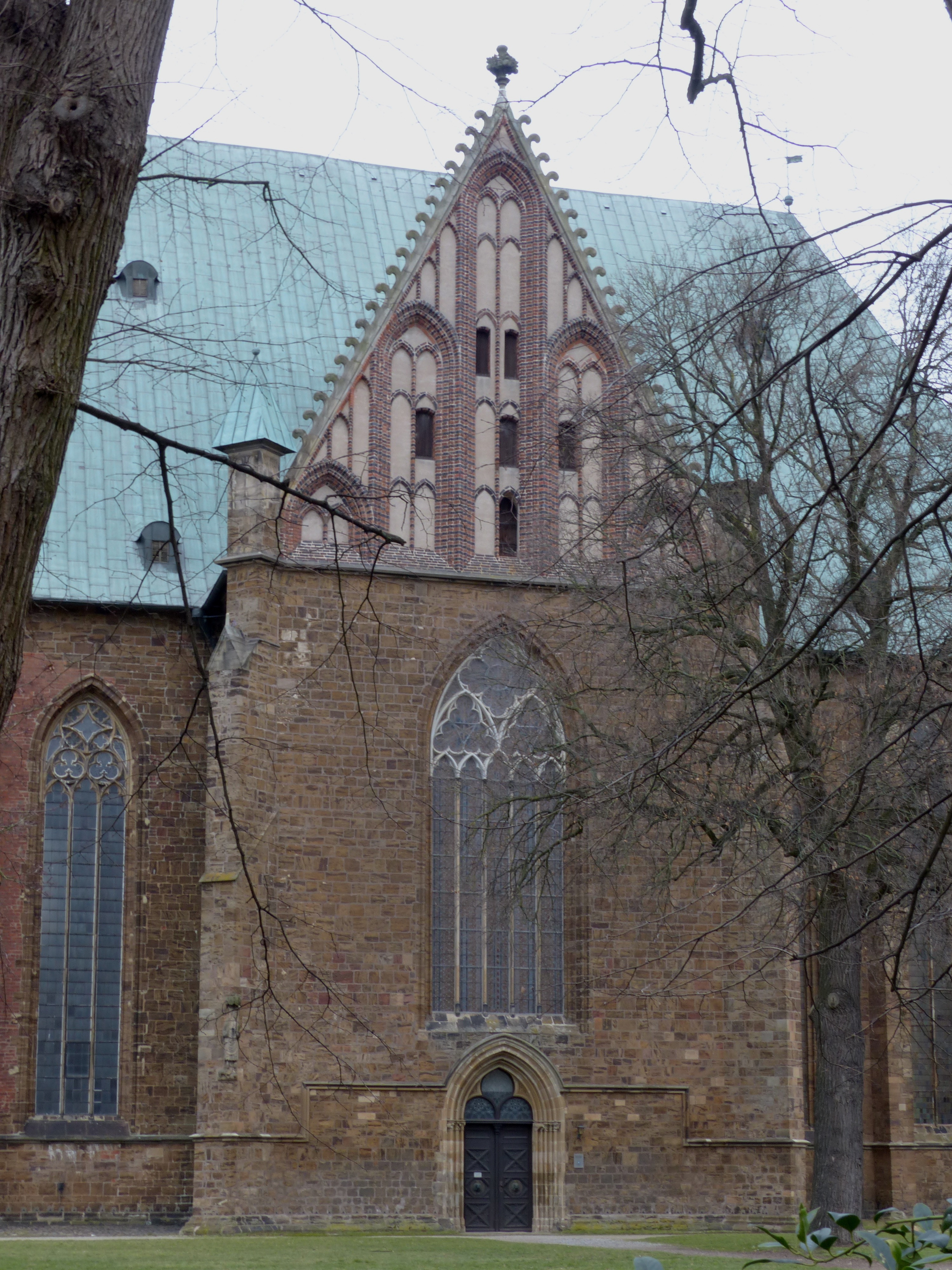
Südliches Querhaus, Blendengiebel der Backsteingotik über Sandsteinmauerwerk, Giebelkante mit Krabben und Kreuzblume aus Sandstein

Bald nach 1560 führte der noch ganz nach katholischen Regeln ins Amt gekommene Bischof Georg von Braunschweig-Wolfenbüttel die lutherische Kirchenordnung ein. Ab 1567 war das Domkapitel mehrheitlich lutherisch. Mit dem Westfälischen Frieden 1648 verlor es seine meisten Befugnisse, da das Hochstift Verden in das Herzogtum Verden unter schwedischer Hoheit umgewandelt wurde. 1651 löste das Domkapitel sich auf.
Bei einer Renovierung 1829 unter der Leitung des Baumeisters Leo Bergmann wurden die Ausstattungsteile der Renaissance und des Barock beseitigt und der Dom im romantischen Geist regotisiert.

## Architektur

### Außenbau

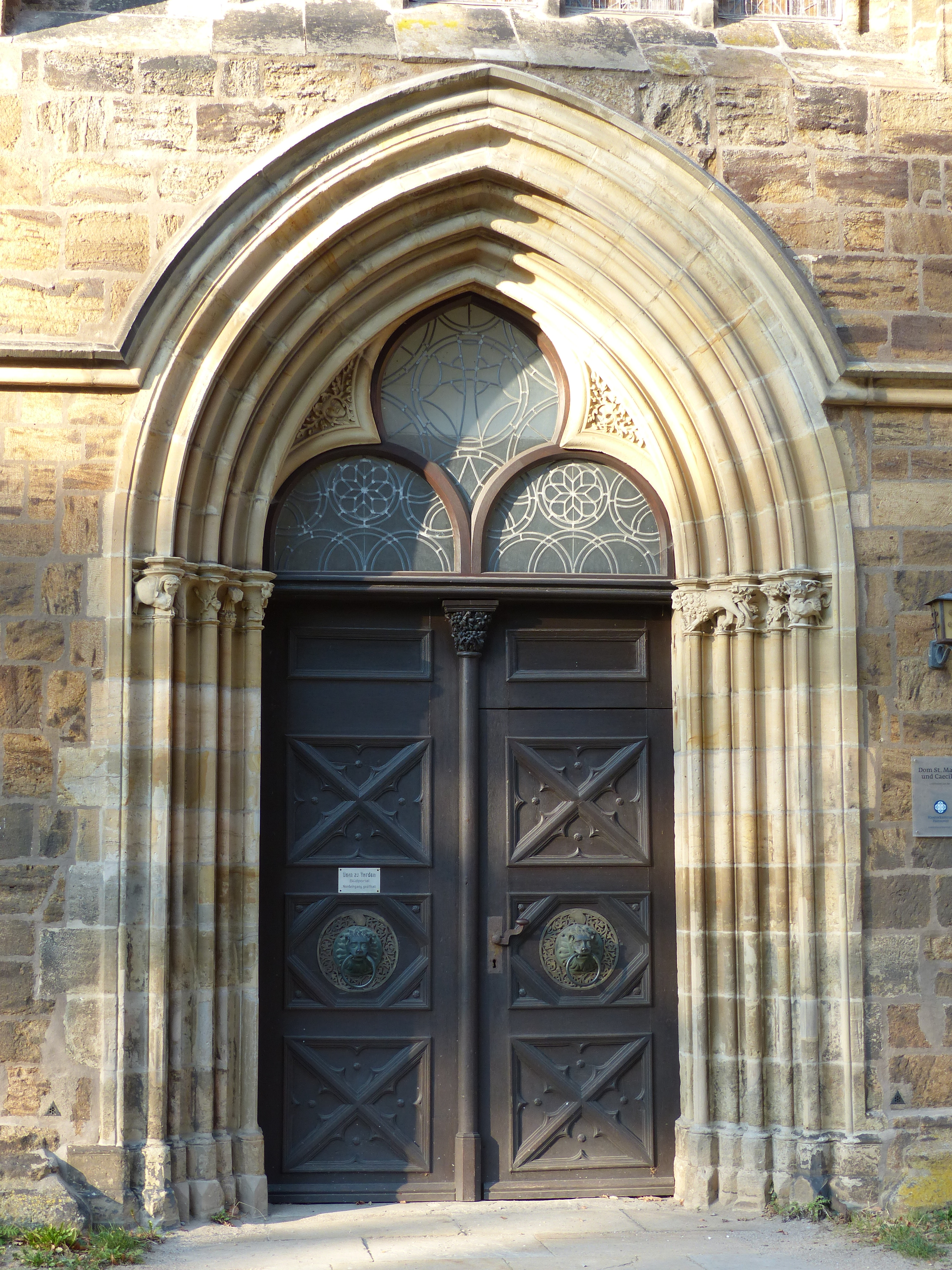
Südportal

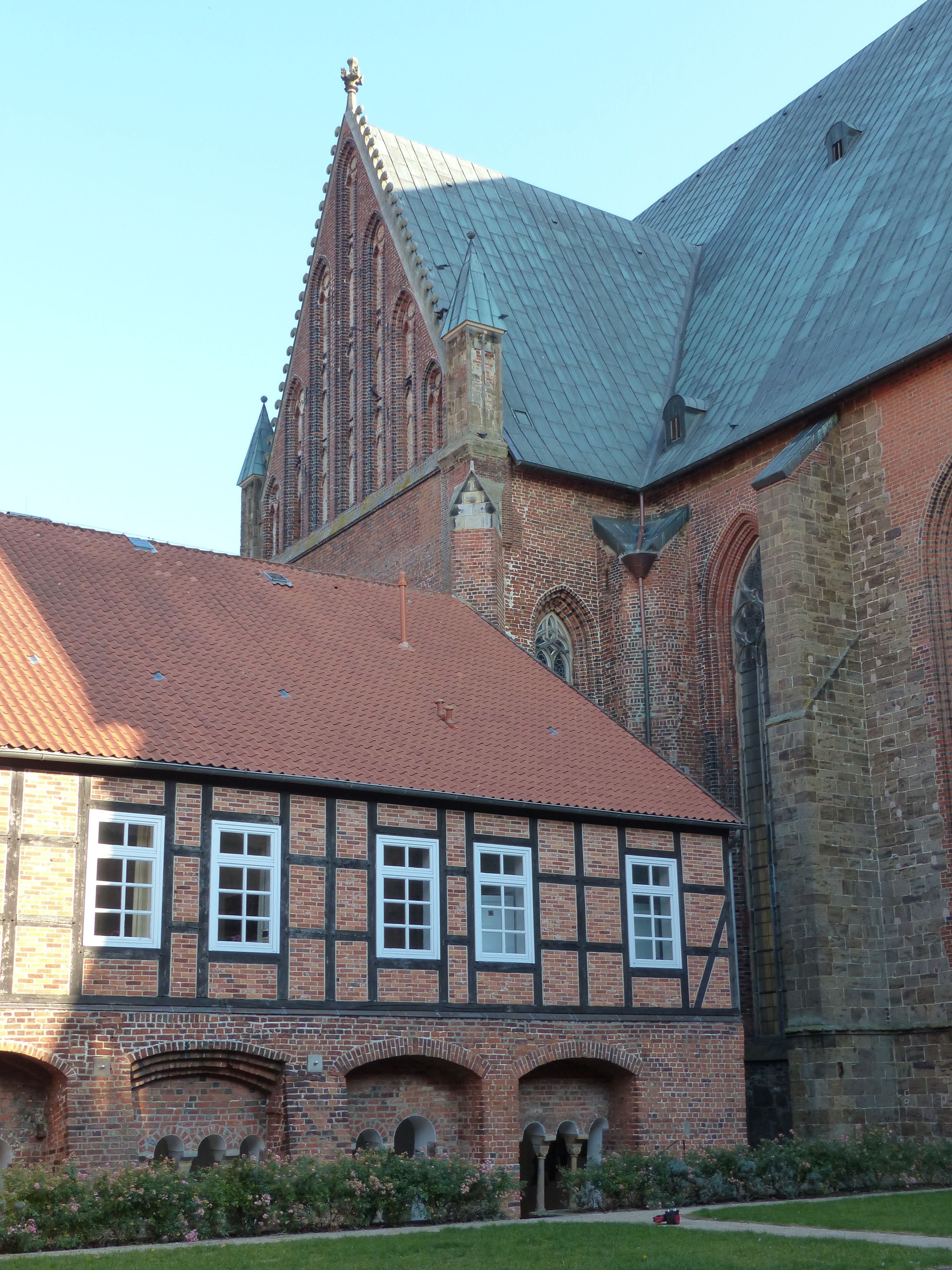
Nordseite des Schiffs und Nordgiebel des Querhauses aus dem Kreuzgang des Domklosters

Außer dem aus Sandsteinquadern errichteten Unterbau des Turms bestehen die Mauern größtenteils aus Backstein. Im romanischen Turm sind es flache Backsteine nach einer im 12. Jahrhundert in Verona üblichen Norm, allerdings an der Westwand 1583 durch eine Quaderverblendung verdeckt. Seit der Gotik hatte der Turm dann Dreiecksgiebel und einen spitzen Turmhelm. Nach dessen Zerstörung durch einen Orkan 1737 erhielt er das heutige Zeltdach, welches das Kirchendach kaum überragt.
Die Backsteine des Schiffs liegen mit etwa 8 cm Höhe im unteren Bereich des Klosterformats. Am Chor, am südlichen Querhaus und an Teilen des östlichen Langhausjochs sind sie mit Sandstein verblendet, an den erst in der zweiten gotischen Phase ab 1476 errichteten Mauerflächen liegt der Backstein größtenteils frei. Die Giebeldreiecke der Querhausgiebel sind im Stil der Norddeutschen Backsteingotik gestaltet, mit Lisenen aus roten und aus dunkel glasierten Formziegeln und verputzten Blendenhintergründen. Trotzdem sind die Giebelkanten mit Sandstein gefasst und mit Krabben aus diesem Material geschmückt.

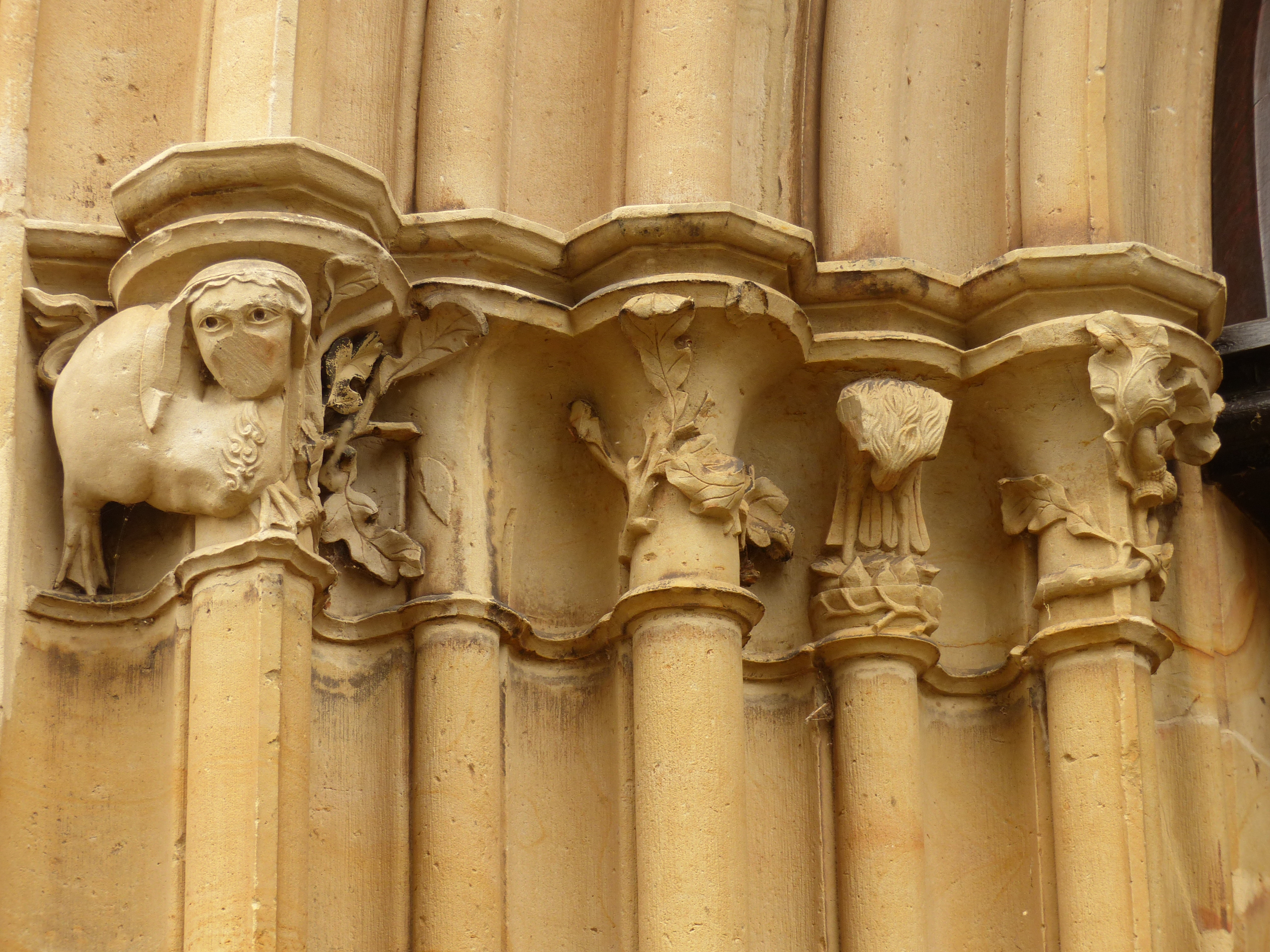
Linke Kämpferzone
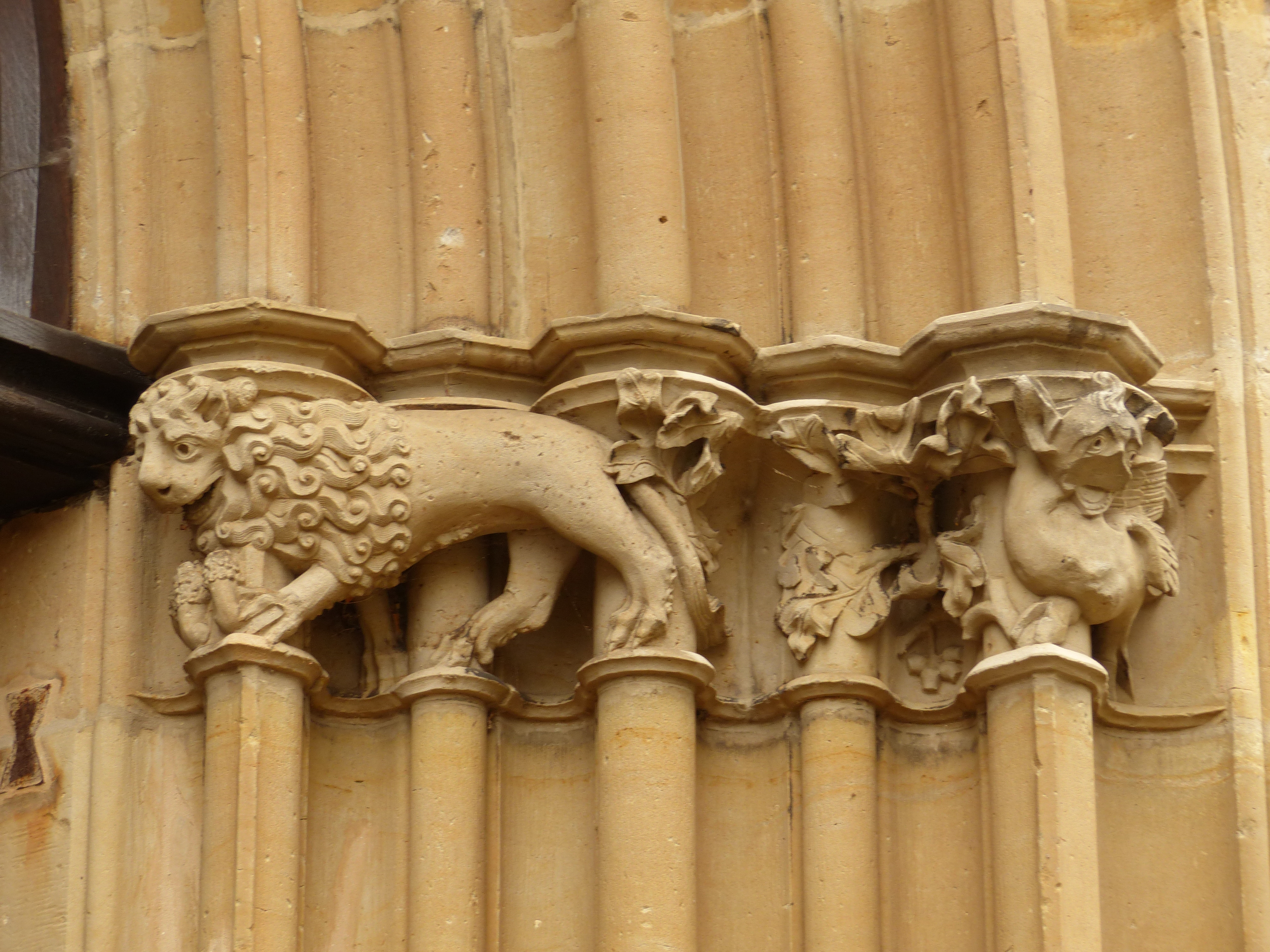
Rechte Kämpferzone

Das Südportal besitzt zwar kein Tympanon, doch ist die Kämpferzone mit Tierplastiken belebt, u. a. ein Löwe. Das Maßwerk des fünfbahnigen Fensters über dem Portal könnte von dem des Mindener Doms angeregt sein. Ein Strebepfeiler zeigt die Skulptur eines Diakons mit Sonnenuhr.
Die Außenansicht der Fenster ist von den Restaurierungen des 19. Jahrhunderts geprägt.

### Innenraum

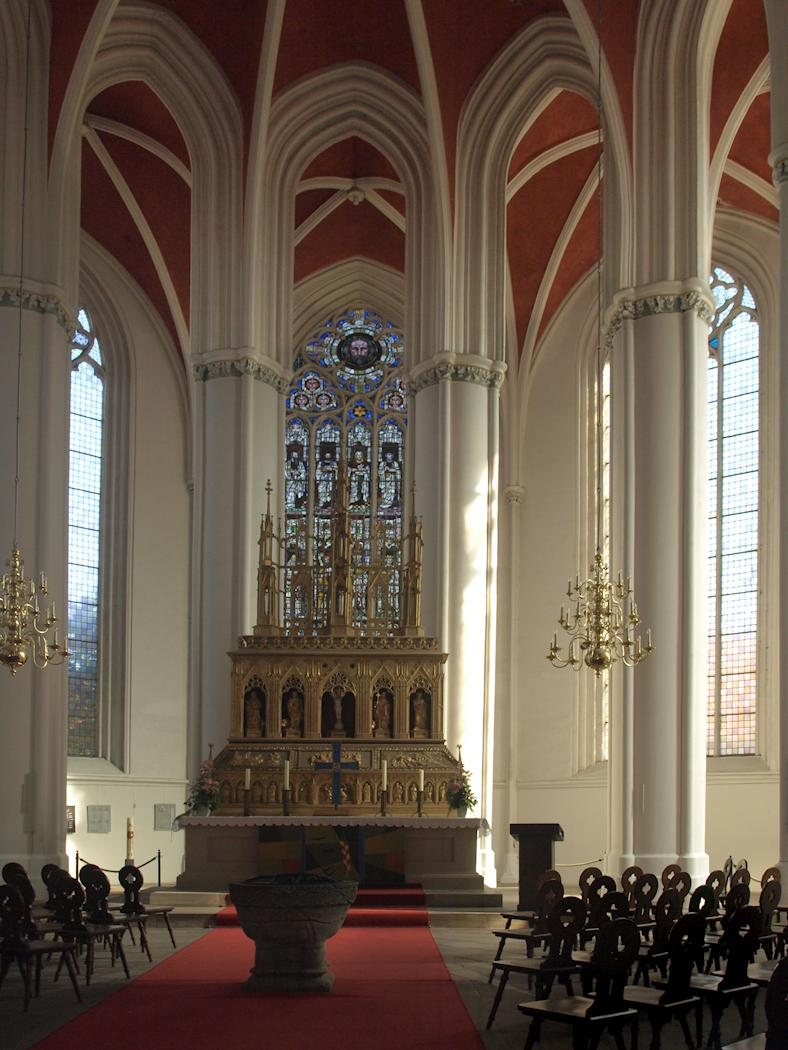
Hallenchor mit Altar

Das Langhaus ist eine dreischiffige Halle mit vier Jochen. Der Chor ist mit einem gleich hohen Umgang versehen. Das Querschiff ist kurz, die Vierung quadratisch. Chor- und Langhauswände sind durch große Maßwerkfenster und Strebepfeiler gegliedert. Das weiträumig und licht anmutende Innere wird von kantonierten Rundpfeilern mit kräftigen Gurtbögen und dünnen Diensten unterteilt. Die Farbigkeit der Gewölbe ist eine Zutat der 1960er Jahre.

Innenraum
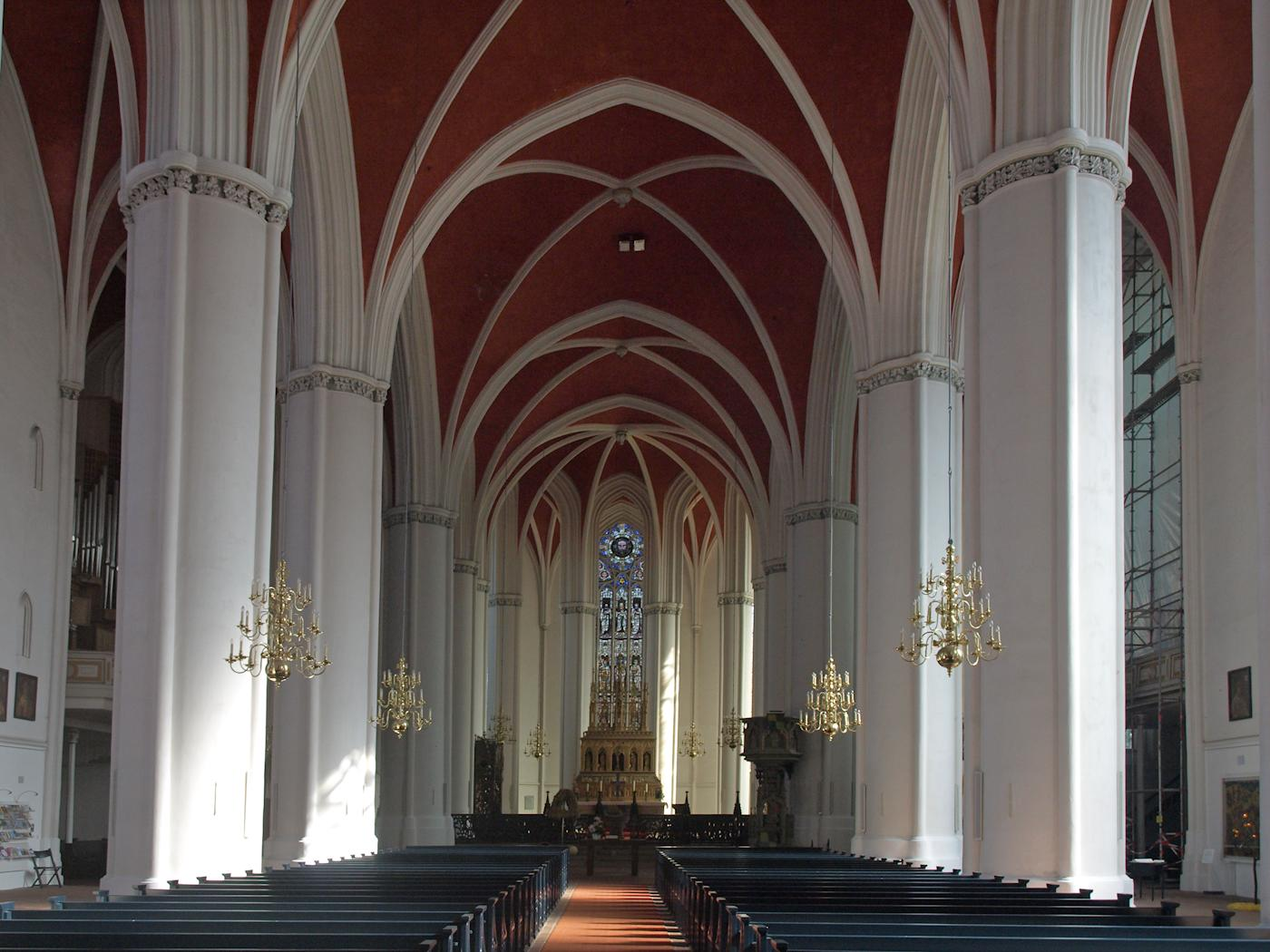
Innenraum nach Osten
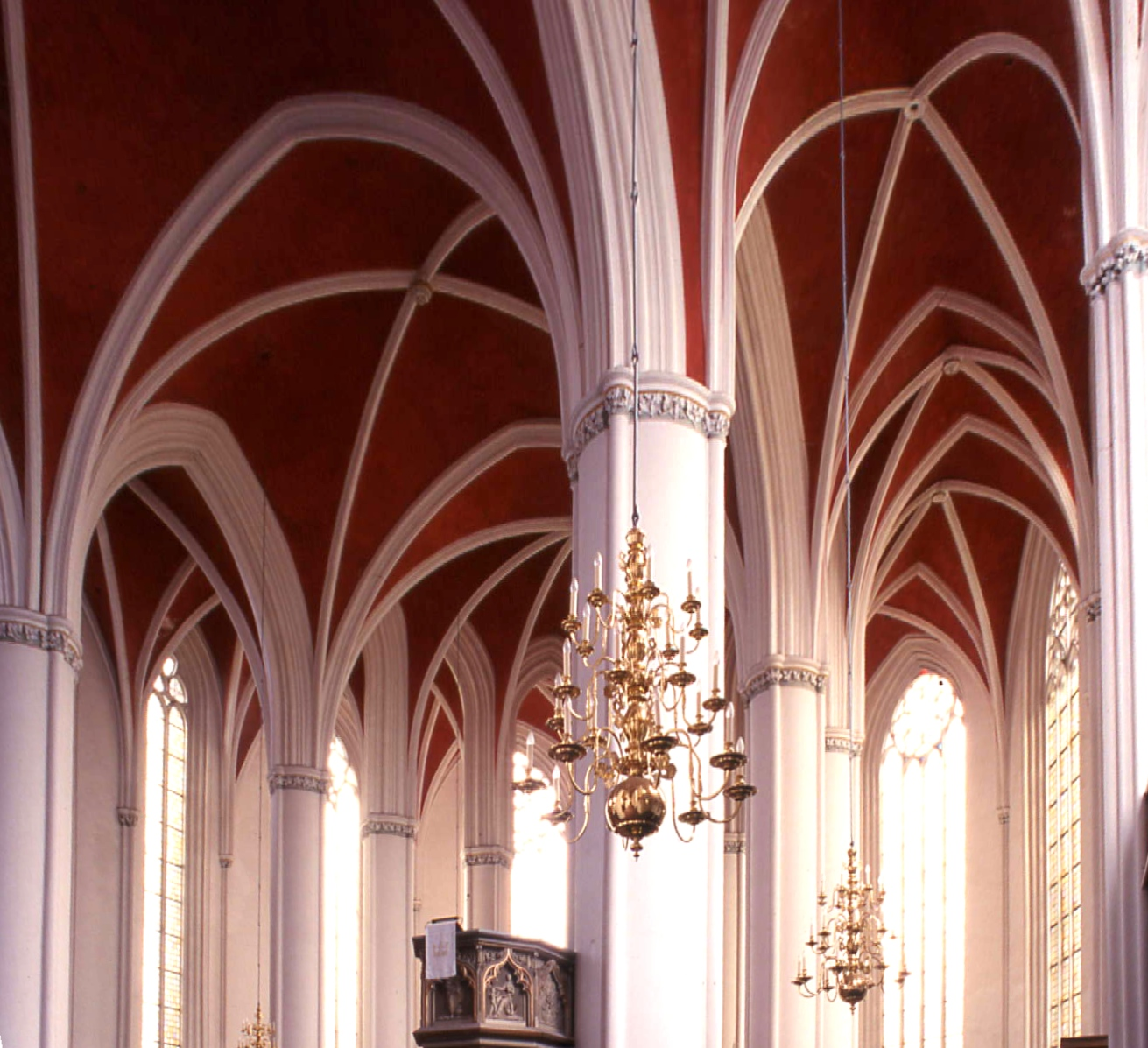
Gewölbe des Hallenchors
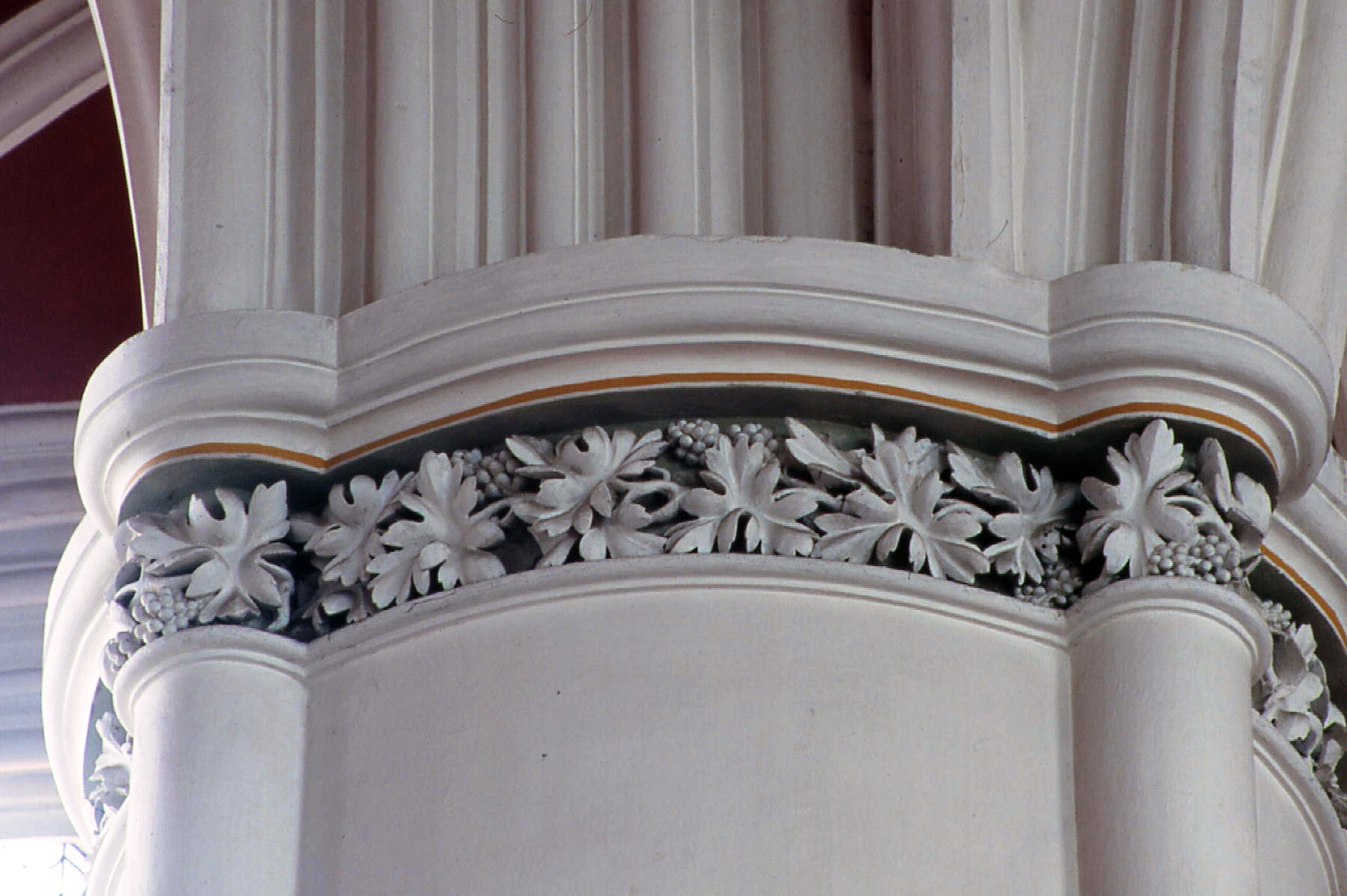
Laubgeschmücktes Kapitell

### Bedeutung
Die Gesamterscheinung des Baus ist trotz der langen Bauzeit einheitlich. „Die Sprache dieses Baus ist in hohem Maße rational. Da ist nichts überflüssig. Alles an diesem frühesten Hallenumgangschor der deutschen Baukunst ist bis zur Kargheit gestrafft“. Architektonisch angelehnt ist der Dom an die Kathedrale von Reims und den Dom zu Minden. Er selbst war auch Vorbild für verschiedene Kirchen, unter anderem für die Johanniskirche in Lüneburg und den Chor des Lübecker Doms.

## Ausstattung
Die Strenge und Nüchternheit des Inneren ist allerdings auch Folge der Beseitigung aller Inventarstücke, die nicht dem Ideal der um 1830 angestrebten frühgotischen Einheitlichkeit entsprachen. Für die Zeit um 1500 muss man sich 40 Altäre im Dom vorstellen. Weitgehend verloren ging auch die ursprüngliche Materialität eines um 1323 entstandenen Retabels, das durch den heutigen Hochaltar ersetzt wurde, aber in seiner heutigen Gestalt wesentliche formale Elemente des ursprünglichen bewahrt. Sein zur Predella reduzierter schreinartiger Unterbau und die Arkadenreihe ist durch eine Beschreibung von 1826 gesichert und das Gesprenge wurde 1829 von Bergmann wiederverwandt. Allerdings wurden die Flügel des zuvor als Wandelaltar ausgebildeten Retabels nicht erneuert und die Ikonografie gründlich abgewandelt. Der ornamental geschmückte, auf vier Säulen ruhende Taufstein stammt wohl noch aus spätromanischer Zeit.
Zur neugotischen Ausstattung Bergmanns stammt auch der Entwurf zur Kanzel sowie der Treppenaufgang und die Chorschranken aus Gusseisen.

### Dreisitz
Zum Zeitpunkt der Weihe des gotischen Doms 1323 oder nur wenig später dürfte der Levitenstuhl geschaffen worden sein. Liturgische Möbel dieses Typs sind selten und das Verdener Exemplar ist eines der qualitätvollsten. In dem sich eng an reale Architektur anlehnenden Aufbau mit seinen Maßwerkformen und Blattkapitellen spiegelt sich die Strenge und Klarheit des klassisch-hochgotischen Stils des Chorbaus. Die dreisitzige, mit Wimpergen und Fialen gekrönte Bank aus Eiche wird seitlich von Wangen abgeschlossen, die in ihrem durchbrochen gearbeiteten Rankenwerk auf der einen Seite vier Paare aus dem Alten Testament, gegenüber Darstellungen der Stände zeigen. Die Halbfiguren und Brustbilder sind bei aller Plastizität des Körperlichen auffallend hart und scharflinig durchgezeichnet.

### Grabmäler
Alle Grabdenkmäler stehen nicht mehr am ursprünglichen Platz.
- Grabplatte des Bischofs Berthold von Landsberg († 1502), Bronzerelief des Verstorbenen in vollem Ornat. Die Bronzeplatte berichtet über den Tod des Bischofs am Tag vor Christi Himmelfahrt 1502, und sein Wirken in den Bistümern Verden und Hildesheim.[7]
- Doppeltumba der Administratoren Christoph († 1558), der zugleich letzter katholischer Erzbischof von Bremen war, und seines Bruders und Amtsnachfolgers Georg von Braunschweig-Wolfenbüttel († 1566), Stein, errichtet 1588. Das Doppelgrabmal eines altgläubigen und eines lutherischen Bruders ist als Zeugnis der Reformationszeit bemerkenswert.[8]
- Grabtumba des protestantischen Bischofs Philipp Sigismund von Braunschweig-Wolfenbüttel († 1623), im Stil des Niederländers Vredeman de Vries bereits 1594 angefertigt. Die Statue des knienden Herzogs und die Reliefs der Tumbenwand sind verloren.[9]

Grabmäler
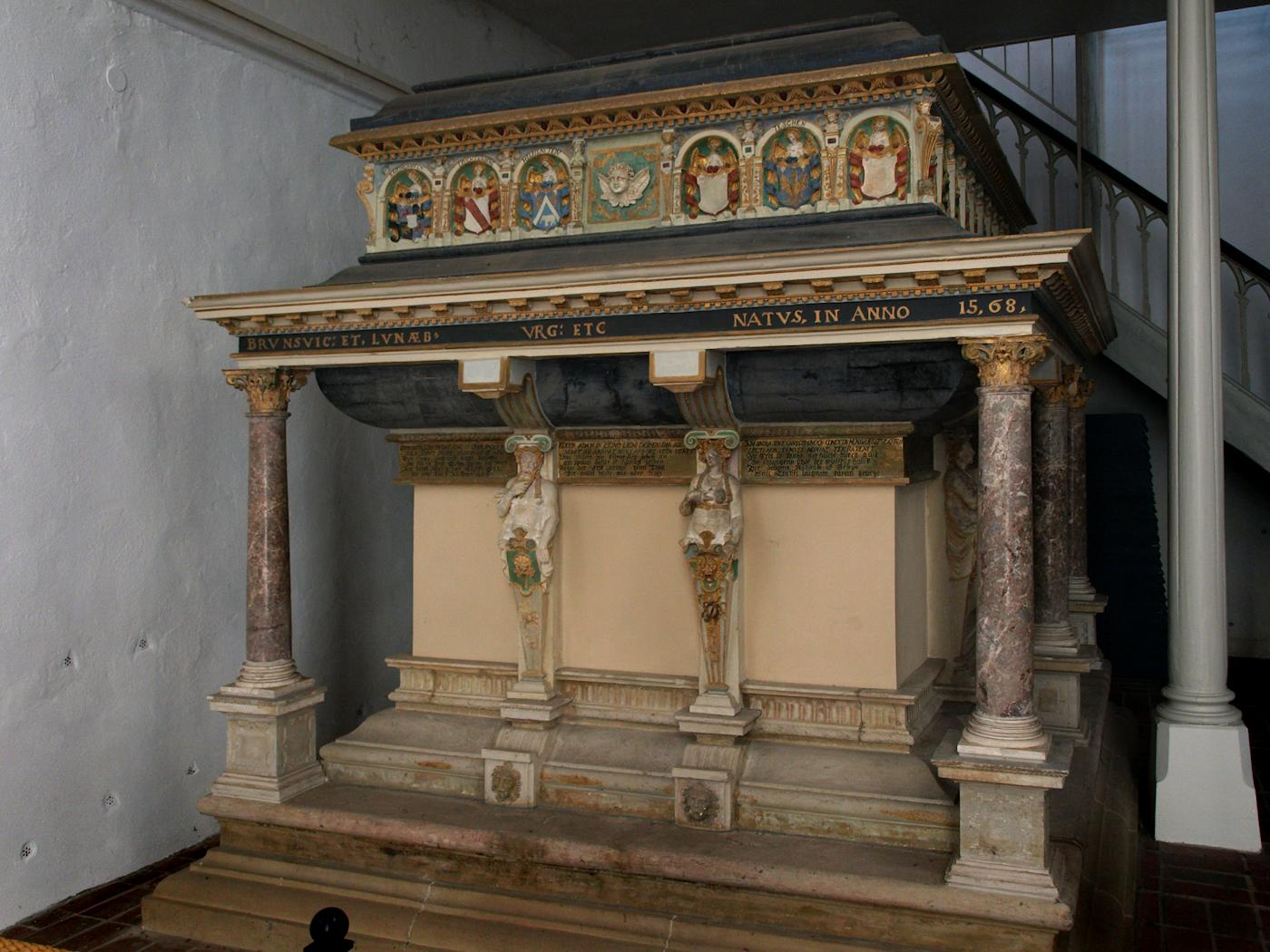
Sarkophag des Bischofs Philipp-Sigismund
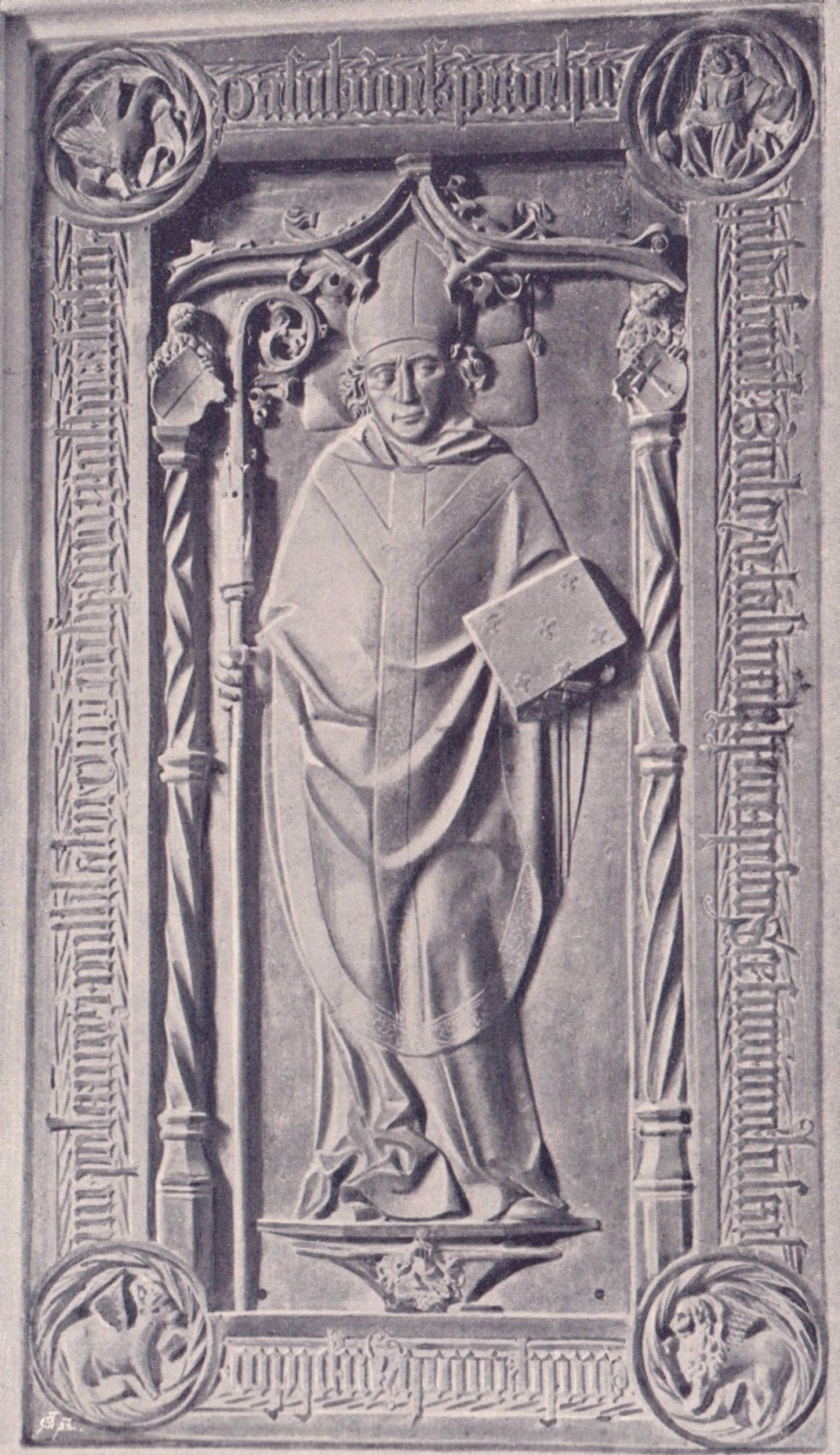
Bronzegrabplatte des Bischofs Berthold von Landsberg

### Fenster
Bis auf das raumbeherrschende zentrale Chorraumfenster von Franz Lauterbach aus Hannover aus dem Jahre 1913 wurden alle Fenster im Zweiten Weltkrieg zerstört. Nur im Nordquerhausfenster hinter der Orgel befinden sich noch einige erhaltene farbige Ornamentfelder im Bestand.
Nach dem Krieg wurden die übrigen Fensterflächen mit einer schwachfarbigen bis farblosen Verglasung aus Kathedralglas versehen, die im Laufe der Jahre schadhaft wurde.
Im Jahre 2010 beauftragte die Klosterkammer Hannover als Verwalterin des Domstrukturfonds Verden den Glasmaler Günter Grohs aus Wernigerode mit der Erstellung eines künstlerischen Konzeptes für die Neugestaltung aller, außer der bereits sanierten und farblos bleiverglasten Fenster.
Ziel war es, die Fensteröffnungen mit einem seriellen Ornament zu schließen, wobei Rücksicht auf die unterschiedlichen Lichtbedürfnisse im Raum zu nehmen war.
Bereits Ende 2011 konnten das zentrale und ein seitliches Fenster im Südquerhaus im Zuge der Fassadensanierung eingesetzt werden. Diese Fenster behandeln ein liegendes, dichtgesponnenes und variiertes Rautenmotiv in unterschiedlichen Farb- und Transparentgraden. Sie wurden in Zusammenarbeit mit der Glasmalerei Peters, Paderborn, gefertigt. Weitere gestaltete Fenster sollen mit der notwendigen Instandsetzung der Außenfassade in folgenden Abschnitten hergestellt und montiert werden.
Siehe auch: Christus am Kreuz (Dom zu Verden)

## Orgeln
Neben zwei kleinen Orgelpositiven hat der Dom zu Verden drei Orgeln: Die „romantische Orgel“ auf der Westempore, die große Orgel auf der Nordempore, sowie die Chororgel.

### „Romantische Orgel“

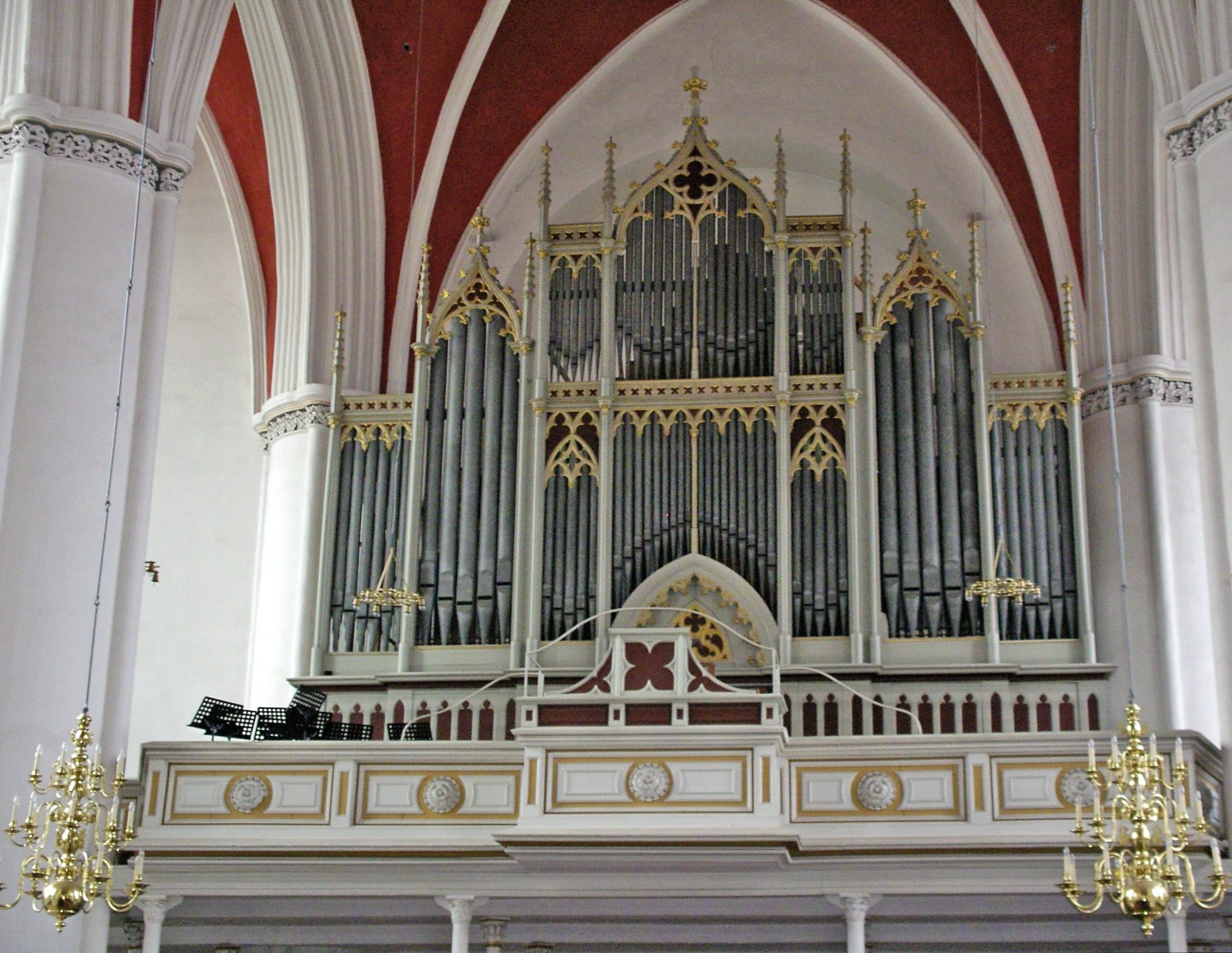
Prospekt der Furtwängler & Hammer-Orgel auf der Westempore

Die so genannte „romantische Orgel“ auf der Westempore wurde 1916 von der Orgelbaufirma Philipp Furtwängler & Hammer (Hannover) errichtet. Das Instrument hat pneumatische Taschenladen und 51 klingende Register (3496 Pfeifen).
| I Hauptwerk C–g3 |                   |     |
| 01.              | Prinzipal         | 16′ |
| 02.              | Major-Prinzipal 0 | 08′ |
| 03.              | Fugara            | 08′ |
| 04.              | Doppelflöte       | 08′ |
| 05.              | Bordun            | 08′ |
| 06.              | Dulciana          | 08′ |
| 07.              | Oktave            | 04′ |
| 08.              | Rohrflöte         | 04′ |
| 09.              | Kornett V         | 08′ |
| 10.              | Mixtur IV         |     |
| 11.              | Posaune           | 16′ |
| 12.              | Trompete          | 08′ |

| II Schwellwerk C–g3 |                  |     |
| 13.                 | Bordun           | 16′ |
| 14.                 | Viola            | 16′ |
| 15.                 | Prinzipal        | 08′ |
| 16.                 | Gamba            | 08′ |
| 17.                 | Quintatön        | 08′ |
| 18.                 | Harmonieflöte    | 08′ |
| 19.                 | Zartflöte        | 08′ |
| 20.                 | Dolce            | 08′ |
| 21.                 | Hornprinzipal    | 04′ |
| 22.                 | Traversflöte     | 04′ |
| 23.                 | Waldflöte        | 02′ |
| 24.                 | Rauschquinte II0 |     |
| 25.                 | Mixtur II–III    |     |
| 26.                 | Klarinette       | 08′ |

| III Schwellwerk C–g3 |                       |     |
| 27.                  | Quintatön             | 16′ |
| 28.                  | Geigen-Prinzipal      | 08′ |
| 29.                  | Viola                 | 08′ |
| 30.                  | Konzertflöte          | 08′ |
| 31.                  | Offenflöte            | 08′ |
| 32.                  | Gedeckt               | 08′ |
| 33.                  | Aeoline               | 08′ |
| 34.                  | Vox coelestis         | 08′ |
| 35.                  | Prinzipalflöte        | 04′ |
| 36.                  | Fugara                | 04′ |
| 37.                  | Fernflöte             | 04′ |
| 38.                  | Flautino              | 02′ |
| 39.                  | Sesquialtera II       |     |
| 40.                  | Harmonia aetherea IV0 |     |
| 41.                  | Trompete harmonique   | 08′ |
| 42.                  | Oboe                  | 08′ |

| Pedal C–f1 |                        |     |
| 43.        | Prinzipalbass          | 16′ |
| 44.        | Kontrabass             | 16′ |
| 45.        | Subbass                | 16′ |
| 46.        | Violabass (= Nr. 14) 0 | 16′ |
| 47.        | Zartbass (= Nr. 13)    | 16′ |
| 48.        | Oktavbass              | 08′ |
| 49.        | Cello                  | 08′ |
| 50.        | Flötenbass             | 08′ |
| 51.        | Zartflöte (= Nr. 19)   | 08′ |
| 52.        | Oktave                 | 04′ |
| 53.        | Posaune                | 16′ |
| 54.        | Bariton                | 08′ |

- Koppeln:
  - Normalkoppeln: II/I, III/I, III/II, I/P, II/P, III/P
  - Superoktavkoppeln: III/III, III/II, II/II, III/I, II/I
  - Suboktavkoppeln: III/III, II/II, III/II, II/I
- Spielhilfen: Feste Kombinationen (Tutti, Pedal pp), 2 Freie Kombinationen, diverse Absteller, Crescendowalze

### Große Orgel auf der Nordempore

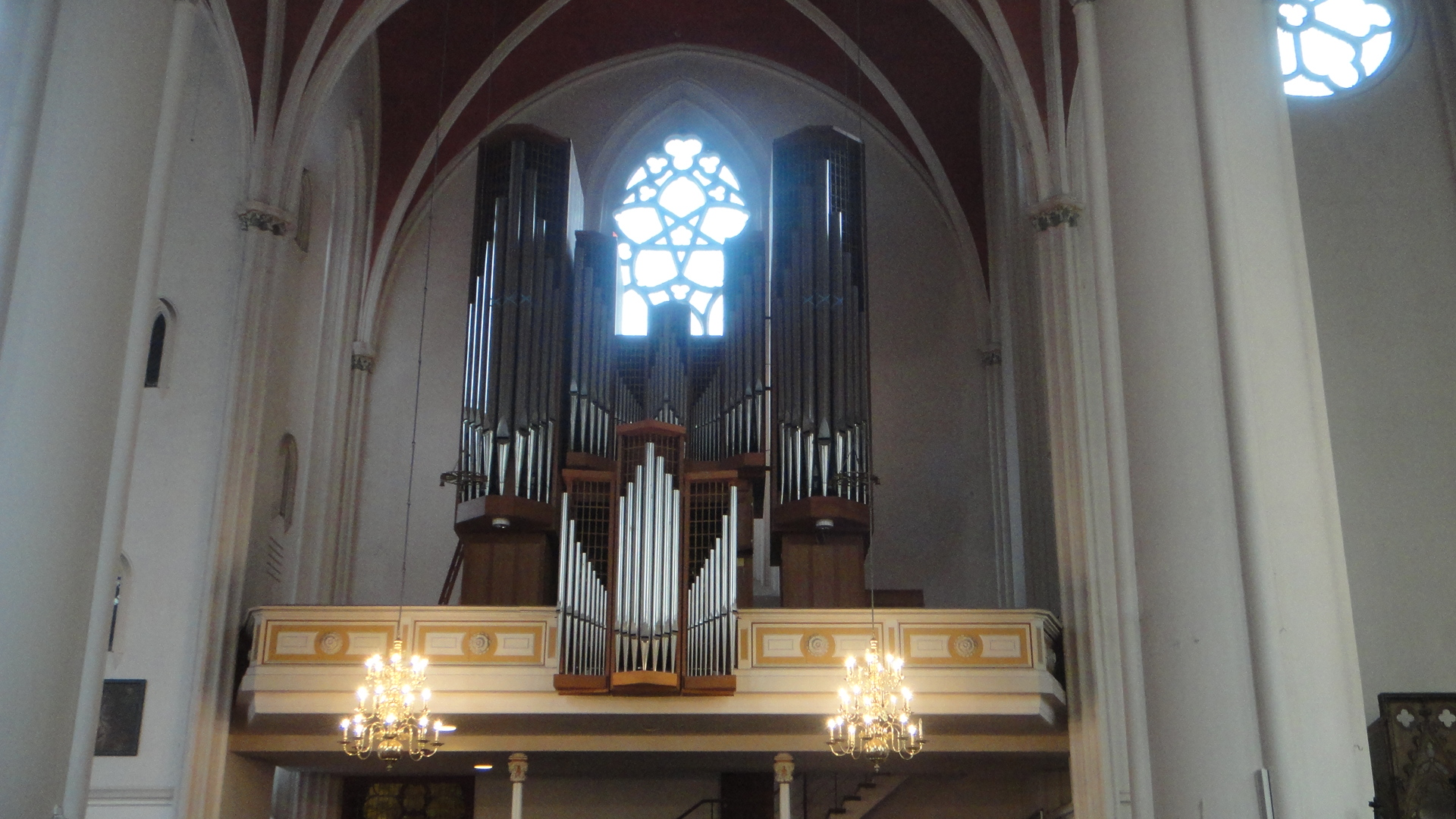
Hillebrand-Orgel von 1968

Die große Orgel auf der Nordempore wurde 1968 von der Orgelbaufirma Hillebrand, Altwarmbüchen (Hannover) erbaut. Das Schleifladen-Instrument hatte ursprünglich 43 Register (2996 Pfeifen) auf drei Manualen und Pedal, bei der Sanierung 2020 wurde das Instrument leicht umdisponiert und auf 44 Register erweitert. Die Spiel- und Registertrakturen sind mechanisch.
| I Rückpositiv C–g3 |                |         |
| 01.                | Prinzipal      | 08′     |
| 02.                | Rohrflöte      | 08′     |
| 03.                | Quintade       | 08′     |
| 04.                | Oktave         | 04′     |
| 05.                | Gedacktflöte 0 | 04′     |
| 06.                | Nasat          | 02 ⁄3′  |
| 07.                | Blockflöte     | 02′     |
| 08.                | Terz           | 01 3⁄5' |
| 09.                | Scharf IV      |         |
| 10.                | Regal          | 16′     |
| 11.                | Krummhorn      | 08′     |
|                    | Tremulant      |         |

| II Hauptwerk C–g3 |                  |        |
| 12.               | Bourdon          | 16′    |
| 13.               | Prinzipal        | 08′    |
| 14.               | Gambe            | 08'    |
| 15.               | Gedackt          | 08′    |
| 16.               | Oktave           | 04′    |
| 17.               | Rohrflöte        | 04′    |
| 18.               | Quinte           | 02 ⁄3′ |
| 19.               | Oktave           | 02′    |
| 20.               | Mixtur IV–VI     |        |
| 21.               | Terzzimbel III 0 |        |
| 22.               | Trompete         | 16′    |
| 23.               | Trompete         | 08′    |

| III Brustwerk C–g3 |            |        |
| 24.                | Gedackt    | 08′    |
| 25.                | Spitzflöte | 04′    |
| 26.                | Oktave     | 02′    |
| 27.                | Quinte     | 01 ⁄3′ |
| 28.                | Flöte      | 01′    |
| 29.                | Terzian II |        |
| 30.                | Scharf III |        |
| 31.                | Vox humana | 08′    |
|                    | Tremulant  |        |

| Pedal C–f1 |             |     |
| 32.        | Untersatz 0 | 32' |
| 33.        | Prinzipal   | 16′ |
| 34.        | Subbass     | 16′ |
| 35.        | Oktave      | 08′ |
| 36.        | Cello       | 08' |
| 37.        | Gedackt     | 08' |
| 38.        | Oktave      | 04′ |
| 39.        | Nachthorn   | 02′ |
| 40.        | Mixtur III  |     |
| 41.        | Posaune     | 16′ |
| 42.        | Dulzian     | 16′ |
| 43.        | Trompete    | 08′ |
| 44.        | Trompete    | 04′ |

1. ↑  statt Sifflöte 1 1/3'
2. ↑  vormals Sesquialtera II
3. ↑  vormals Quintadena
4. ↑  ersetzt Rauschpfeife II
5. ↑  Neu, hinter der Orgel aufgestellt
6. ↑  statt Nachthorn 2' & Spitzflöte 1'
7. ↑  Statt Rauschpfeife II
8. ↑  von 4 auf 3 Chöre reduziert

- Koppeln: I/II, III/II, I/P

### Chororgel
Die Chororgel wurde 1972 durch die Firma Hoffmann Orgelbau erbaut und besitzt 11 Register auf zwei Manualen und Pedal. Das rein mechanische Schleifladeninstrument hat folgende Disposition:
| I Hauptwerk C–g3 |            |     |
| 1.               | Quintadena | 08′ |
| 2.               | Prinzipal  | 04′ |
| 3.               | Waldflöte  | 02′ |
| 4.               | Mixtur II  | 01′ |

| II Schwellwerk C–g3 |           |       |
| 5.                  | Gedackt   | 8′    |
| 6.                  | Rohrflöte | 4′    |
| 7.                  | Oktave    | 2′    |
| 8.                  | Quinte    | 1 ⁄3′ |

| Pedal C–d1 |             |     |
| 9.         | Pommer      | 16′ |
| 10.        | Nachthorn 0 | 04′ |
| 11.        | Dulzian     | 08′ |

- Koppeln: II/I, I/P, II/P
- Spielhilfen: Tremulant (ganze Orgel)

## Glocken
Im Turm des Doms hängen vier Glocken. Die beiden klangtiefsten Glocken stammen aus der Gotik; sie wurden 1510 in Hannover von dem Gießer Hinrich Bargmann im Auftrage des Domdechanten Heincke von Mandelsloh gegossen. Die Glocken sind den beiden Schutzpatroninnen des Domes, der Mutter Maria und Cäcilia geweiht.

Die beiden kleinen Glocken stammen aus dem Barock. Sie sind sog. Paten- oder Leihglocken und gelangten am Ende des Zweiten Weltkrieges per Schiff nach Hamburg in ein Glockenlager. Glocke Nr. 3 stammt aus der Steindammer Kirche in Königsberg, Glocke Nr. 4 stammt aus der Kirche in Engelstein bei Angerburg in Ostpreußen. 1952 wurden sie im Geläut des Domes aufgehängt und wurde Pfingsten 1952 geweiht.
| Nr. | Name         | Gussjahr | Gießer           | Ø (cm) | Höhe (cm) | Masse (kg) | Nominal | Inschriften, Anmerkungen |
| --- | ------------ | -------- | ---------------- | ------ | --------- | ---------- | ------- | --- |
| 1   | Mutter Maria | 1510     | Hinrich Bargmann | 173    | 156       | 3000       | h0      | Umschrift (übersetzt aus dem Lateinischen): „HEILIGE MARIA, O GÖTTLICHE MUTTER CHRISTI, DENN DEINEN NAMEN JA TRAG ICH, LAß MICH IN FRIEDSAMEN TÖNEN MEIN GELÄUT ERHEBEN! ZU GOTTES HEILIGTUM MÖGE EWIGWÄHRENDEN DANK AUSSCHÜTTEN, SCHNELLER EILEN DIE GESAMTE GEMEINE ZUHAUF. IM JAHRE EINTAUSENDFÜNFHUNDERT UND ZEHN GOSS MICH EINE GESCHICKTE HAND AUS SCHIMMERNDEM ERZ.“ |
| 2   | Cäcilia      | 1510     | Hinrich Bargmann | 156    | 146       | 2350       | cis1    | Umschrift: „HEILIGE CÄCILIA! O HEHRE JUNGFRAU CÄCILIA, SEI, ICH BITTE, DEINER TOCHTER GNÄDIG: DIE DU DURCH GROßES MARTERTUM STRAHLST ÜBER DEN GESTIRNEN! DAß SOBALD AUF MEINEN SCHALL EINE ANDÄCHTGE MENGE ZUM HEILIGEN HAUSE EILE - 1510 -“ |
| 3   |              | 1714     | Dornmann         | 126    | 100       | 1120       | dis1    | Schrift unterhalb der Bekrönung: „SOLI DEO GLORIA“ Steg im Blattfries: „LAUDATE DOMINUM IN CYMBALIS BENE SONANTIBUS PSALM CL“ Inschrift unter dem Fries: „H. HEINRICH SCHOENFELDT D. OBERKIRCHENVORSTEHER H. JOHAN JACOB GRAEBER PASTOR“ Inschrift unter dem Wappen: „FUGIDA CHRISTICOLOS CRUX CUM DIADEMATE SIGNAT NAM CRUCE CHRISTE TUA PARTA CORONA POLI CHRISTIAN HELM KIRCHENVORSTEHER“ (Übersetzung: „Das Kreuz zeichnet die Christusverehrer mit leuchtender Krone. Denn Deine erworbene Krone, o Christus, sei verschönert durch das Kreuz.“) Inschrift gegenüber dem Wappen: „HORAS DESIGNO NOCTURNAS ATQUE DIURNAS FUNERA PLANGO IGNEM AD SUMMAQUE SACRA VOVO RUPTA HAEC CAMPANA ANNO MDCCXIII DOMINA ULTIMA POST TRINITATIS“ (Übersetzung: „Ich bestimme die Stunden bei Nacht und bei Tage. Ich beweine die Trauerfälle, zum Feuer und zum höchsten Gottesdienst rufe ich. Zerbrochen ist die Glocke im Jahre 1713 am letzten Sonntage nach Trinitatis.“) Umschrift auf dem Schlagring: „REFUSA ANNO MDCCXIV A. JOHANNES JACOB DORNMANN REGIMONTI“ (Übersetzung: „Wiedergegossen 1714 A. Johannes Jacob Dornmann, Königsberg“) |
| 4   |              | 1721     | Dornmann         | 105    | 84        | 650        | fis1    | Im oberen Viertel ist die Glocke mit einem breiten Blattfries geschmückt (wie die Glocke III), in dessen Mitte ein schmaler Steg verläuft mit der Inschrift (in lateinischen Majuskeln): „OMNIA FIANT IN DEO GLORIA“ Inschrift auf dem Mantel: „H.MELCHIOR ERNST V.KANITZ BRIGADIER UND ERBHERR AUF MAXHEIM H.PAUL MEY AMBTSSCHREIBER“ Inschrift auf dem Block gegenüber: „H.GEORGIUS BORCIO FARRER H.SERAPHIM ABEGIDY CAPLAHN ADAM DEMBOFFSKY LANDCAEMER ADAM SACH, GEORG MASOVIUS, CHRISTIAN SAGLO, KIRCHENVAETER“ Inschrift auf dem Steg auf dem Schlagring: „ME FUDIT JOHAN JACOB DORNMANN IN KOENIGSBERG ANNO 1721“ (über dem Namen 'Dornmann' erkennt man einen kleinen Engelskopf) |

## Persönlichkeiten
Über 50 Verdener Bischöfe, die am Dom oder einem Vorgängerbau wirkten, finden sich auf der Liste der Bischöfe von Verden. Daneben stehen eine ganze Reihe von Domherren und Theologen in Verbindung mit dem Dom zu Verden. Als Sitz des Bistums Verden ist der Dom häufig Bearbeitungsgegenstand der Chronistik und verschiedener Historiker.
- Johann von Münchhausen († 1572), Bischof von Kurland und Ösel-Wiek, Domherr in Verden.
- Johann Bornemacher († 1526), lutherischer Theologe, predigte im Dom und wurde als Ketzer im altgläubigen Bistum Verden unter Erzbischof Christoph verbrannt.
- Eilard von der Hude (1541–1606), Chronist und Dichter, Berater und Vertrauter zweier Verdener Bischöfe.
- Heinrich Rimphoff (1599–1655), Pastor primarius, war ab 1638 am Dom zu Verden. Unter der dänischen Administration wurde er 1642 zum Superintendenten über das Bistum Verden, unter den Schweden 1651 zum Konsistorialrat über das Herzogtum Verden ernannt.
- Christoph Wolfgang Druckenmüller (1687-1741), Domorganist und Komponist, Mitglied einer Musiker- und Komponistenfamilie
- Christoph Gottlieb Pfannkuche (1785–1868), Autor von zwei Bänden zur Verdener Bistumsgeschichte.
- Georg Heinrich Klippel (1801–1878), Historiker und Autor von Einzelbeiträgen zur Bistumsgeschichte.
- Friedrich Gustav Jansen (1831–1910), Schumann-Forscher und Domorganist von 1855 bis 1900.
- Walter Schäfer (1903–1979), Superintendent, Lokal- und Kirchenhistoriker.
- Tillmann Benfer (* 1956), Kirchenmusikdirektor am Dom zu Verden.

## Trivia

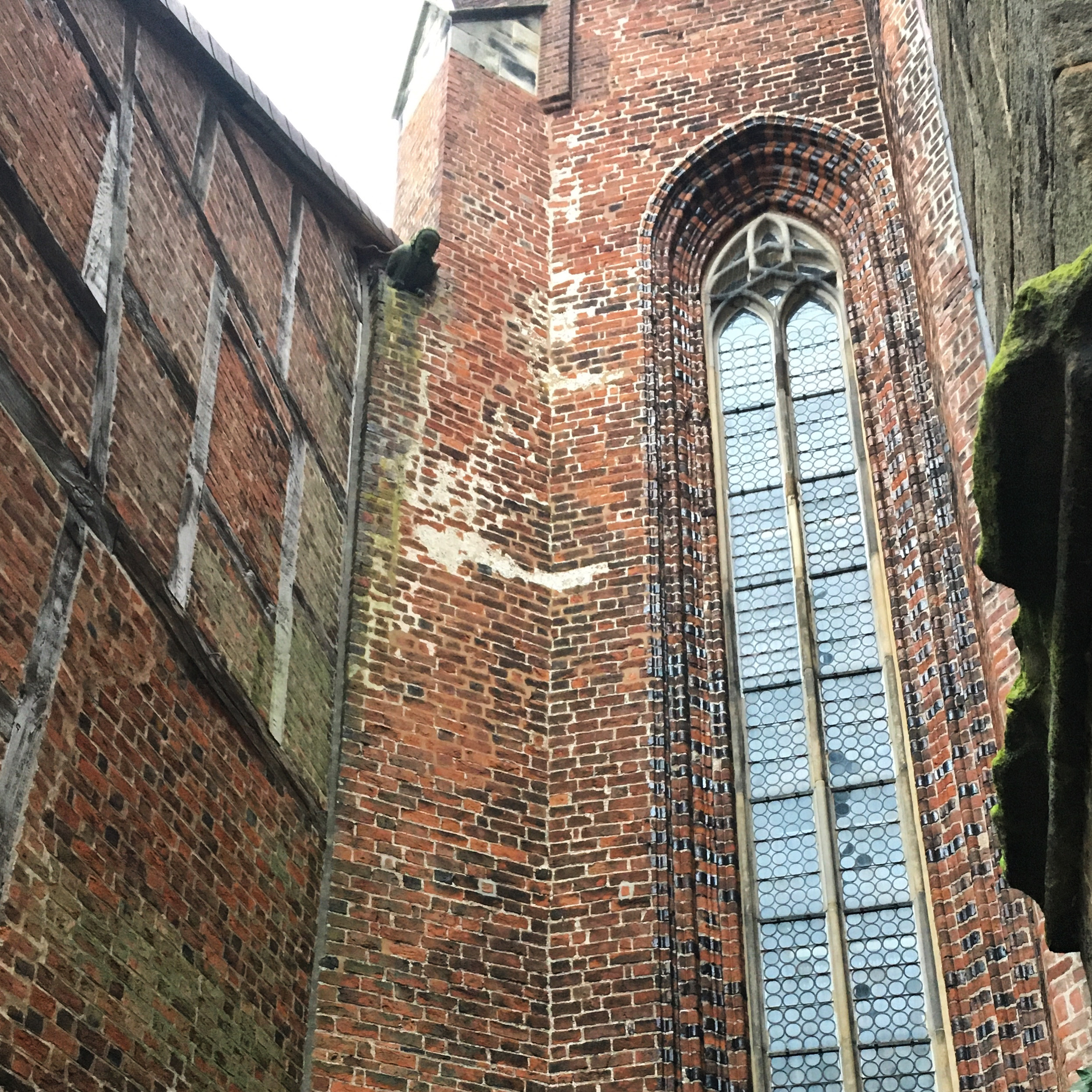
Steinerner Mann am Dom zu Verden

Das Orgelspiel im Dom sorgte in den Jahren 2009–2011 für einen Rechtsstreit über die (Un-)Zumutbarkeit von Geräuschimmissionen im Umfeld des Doms. Eine unmittelbare langjährige Anwohnerin hatte auf Unterlassung geklagt. Das Oberlandesgericht Celle hat das klageabweisende erstinstanzliche Urteil des Landgerichts Verden bestätigt. Die festgestellte Lärmimmission wurde als „unwesentliche“ Lärmbeeinträchtigung eingestuft, die „nach dem Empfinden eines Durchschnittsmenschen“ und „auch unter Würdigung anderer öffentlicher und privater Belange billigerweise (…) zumutbar“ sei. Die Entscheidung ist rechtskräftig.
An einer Außenseite des Doms findet sich die Figur eines halb aus der Mauer ragenden Menschen. Sie stellt einen Domküster dar, der Kirchengelder veruntreut haben soll. Er sei in der Mauer stecken geblieben, als der Teufel ihn habe holen wollen, und ist heute eine der wohl „bekanntesten Sehenswürdigkeiten Verdens“.